# Lamã
Lamã, filho de Leí, é um personagem do Livro de Mórmon.
Filho mais velho de Leí e Saria, nascido em Jerusalém, Lamã foi um homem injusto de desonesto, constantemente ele difamava a palavra de Deus. Parecia não temer a Deus e estava em oposição a seus dois irmãos mais novos.
Seus irmãos homens foram: Lemuel, Sam e Néfi os mais velhos, nascidos em Jerusalém; Jacó e José, nascidos no deserto, no caminho da família de Leí a Terra da Promissão.
Lamã foi um grande destruidor da vontades de Deus. Durante muito tempo, instruiu aos homens para não acreditarem nas vontades de Deus. Constantemente blasfemava. Tornou-se líder de um povo que não acreditava em Deus, os lamanitas, uma oposição constante aos nefitas.